# 白花黄芩
白花黄芩（学名：Scutellaria spectabilis），为唇形科黄芩属下的一个植物种。其种加词“spectabilis”意为“显著的”，“引人注目的”。